# 744
Cette page concerne l'année 744  du calendrier julien. Pour l'année 744 av. J.-C., voir 744 av. J.-C.
L'année 744 est une année bissextile qui commence un mercredi.

## Événements

### Afrique
- Saleh, un ancien compagnon de Maïssara, fonde la confédération berbère kharidjite des Berghouatas, dans les plaines atlantique du Maroc (région de Tamesna, l'actuel Rabat-Salé). Il compose un Coran en berbère, se proclame prophète et impose une morale rigoureuse[1]. La confédération résiste jusqu’à l’époque almoravide. Elle pratique la course et le commerce entre le Maghreb et l'Espagne.
- Abderrahman ibn Habib, arrière-petit-fils d’Oqba ibn Nafi, gouverneur d’Ifriqiya, se proclame indépendant à Tunis[2].

### Asie
- 26 juillet : Qutlugh Bilgä (Yaghlakar, Peïlo ou Bouïla) est reconnu par la Chine des Tang comme kaghan (fin de règne en 745)[3]. Il fonde l’empire Ouïgour (fin en 840) qui remplace l’empire des Köktürks. Il prend pour capitale Ordu-Baliq (Qara-balghasoum, la ville noire), située au bord de l’Orkhon.
  - Révolte générale des Basmil, des Ouïgours et des Qarluq contre les Köktürks. Le dernier Kaghan Ozmich est assassiné par les Basmil. Ces derniers tentent de s'emparer de l'empire, mais trop faibles, doivent laisser l'hégémonie aux Ouïgours, aidés par les Qarluq[4].
  - Les fouilles de Baliglig (Qara-balghasoum), sur l’Orkhon, ont mis au jour une ville Ouïgour, de plan carré, entourée de murs en brique crue et en terre battue, renforcée par des bastions. Le palais du khan, forteresse difficilement accessible, se dresse au centre de la ville. Le toit du palais est recouvert de tuiles. La ville est habitée par des agriculteurs et des artisans, et reçoit des caravanes[5].
- Campagne des Chinois contre les Türgech, Turcs rebelles du Sémiretchié (lac Balkhach). La Chine des Tang domine de nouveau la vallée de l’Ili et de la région de l’Yssyk Koul[4].

### Proche-Orient
- 17 avril : le calife Al-Walid II est assassiné par les rebelles chiites dans le fortin de Bakra au sud de Palmyre[6]. Son cousin Yazid III règne jusqu'à sa mort le 25 septembre.
- 25 septembre[7] : le calife Ibrahim succède à son frère Yazid III à sa mort (il l'aurait empoisonné). Il ne contrôle que le sud de la Syrie[8].
- Octobre : révolte chiite à Kufa (Irak) menée par Abd Allah Ibn Muawiya[9]. Il recrute de nombreux partisans parmi les Zaydites et les Kharidjites. Il se rend à Al-Madain puis en Médie et gagne des positions importantes en Perse. Il est battu à Merv en 747, puis s'enfuit au Khorassan où il est exécuté par Abu Muslim[10].
- 18 novembre : victoire de Marwan II à Anjar sur les forces de son neveu Ibrahim qui se soumet[8].
- 7 décembre : Marwan II entre à Damas où il est reconnu comme calife. Son règne se poursuit jusqu'en 750. Il s’installe à Harran sur l’Euphrate[8].

### Europe
- Janvier - août : règne de Hildeprand, roi des Lombards à la mort de Liutprand[11].
- 2 mars : synode de Soissons convoqué par Pépin le Bref et présidé par Boniface. Condamnation d’Adalbert, prédicateur qui appelle le peuple à prier auprès de croix de bois plantées dans les champs et près des sources. Le synode le condamne au silence, et Pépin ordonne de brûler toutes les croix qu’il avait plantées[12].
  - Capitulaire de Soissons favorisant la création de marchés ruraux dans les vici. Ils se multiplient : on y échange les produits de première nécessité avec un seul denier (per denarata), expression à l’origine du mot denrée, ce que l’on achète avec un denier[13].
- 12 mars : Saint Sturm, disciple de Boniface, fonde le monastère de Fulda en Hesse[14].
- Août : Hildeprand est déposé. Ratchis, duc de Frioul, est élu roi des Lombards[11].

- Le duc d’Alémanie Théodebald est battu en Alsace par Pépin le Bref qui le repousse en Souabe et le dépose[15].
- Loi des Bavarois (744-748)[16].

## Décès en 744
- Janvier : Liutprand, roi des Lombards.
- 17 avril : Al-Walid II, 11e calife omeyyade.
- 25 septembre : Yazid III, 12e calife omeyyade.